# Roman Babowal
Roman Babowal (né le 2 septembre 1950 à Liège et mort le 15 juin 2005 dans la même ville) est un poète et traducteur ukrainien francophone, vivant en Belgique, membre du groupe New York , de l'association PEN International et de l'Union nationale des écrivains d'Ukraine.
Médecin, diplômé de la faculté de médecine de l'université de Louvain, d'origine ukrainienne, il a écrit ses œuvres en ukrainien et en français.

## Œuvres
En français
- La Nuit des oiseaux, Les Paragraphes littéraires, Paris, 1972.
- Résiduelles, éditions L'Arbre à Paroles, Amay, 1992.

En ukrainien
Quatre recueils de poésie parus de 1969 à 1987.